# メキシコ人の一覧
メキシコ人の一覧（メキシコじんのいちらん）とは、国家としてのメキシコ出身の有名人に関する記事を一覧し、分野別・50音順に配列したものである。

## 政治
- ポルフィリオ・ディアス
- マヌエル・ゴンサレス
- フランシスコ・マデロ
- エルネスト・セディージョ

## スポーツ

### プロレス
- ミル・マスカラス
- ドス・カラス
- リッキー・マルビン
- フベントゥ・ゲレーラ
- ミステシス
- エル・サント
- ブルー・デモン
- スーパー・クレイジー
- シコシス
- レイ・ミステリオ
- Category:メキシコのプロレスラーも参照

### 野球
- フェルナンド・バレンズエラ
- ビニー・カスティーヤ
- ホルヘ・カントゥ（アメリカ合衆国との二重国籍）
- カリーム・ガルシア
- エステバン・ロアイザ
- ホアキム・ソリア
- オリバー・ペレス

### サッカー
- ホルヘ・カンポス
- ジャレド・ボルゲッティ
- ガルシア・アスペ
- クアウテモク・ブランコ
- ウーゴ・サンチェス
- ラファエル・マルケス
- ジョバニ・ドス・サントス
- ハビエル・エルナンデス・バルカサール
- ギジェルモ・オチョア
- カルロス・ベラ
- マリベル・ドミンゲス（女子サッカー）

### ボクシング
- フリオ・セサール・チャベス
- ルーベン・オリバレス
- グティ・エスパダス
- グティ・エスパダス・ジュニア
- カルロス・サラテ
- アルフォンソ・サモラ
- ミゲル・カント
- ルペ・ピントール
- サルバドル・サンチェス
- フアン・マヌエル・マルケス・メンデス
- ラファエル・マルケス・メンデス
- エリック・モラレス
- マルコ・アントニオ・バレラ
- イスラエル・バスケス
- ジョニー・ゴンザレス
- イグナシオ・ベリスタイン（マネージャー）
- ホルヘ・アルセ
- ホセ・ルイス・カスティージョ
- ウーゴ・カサレス
- リカルド・ロペス
- フアン・カルロス・サルガド
- ウンベルト・グティエレス
- トマス・ロハス
- マーティン・カスティーリョ

### その他スポーツ選手
- ブランドン・モレノ（総合格闘家）
- アレクサ・グラッソ（総合格闘家）
- ヤイール・ロドリゲス（総合格闘家）
- ラファエル・オスナ（テニス選手）
- エルネスト・カント（陸上競技選手）
- アナ・ゲバラ（陸上競技選手）
- アルトゥーロ・バリオス（陸上競技選手）
- ロレーナ・オチョア（プロゴルファー）
- リカルド・オラバリエタ（元フィギュアスケート男子シングル選手）
- エイドリアン・フェルナンデス（レーシングドライバー）
- セルジオ・ペレス（レーシングドライバー）
- ヘクトール・レバーク（レーシングドライバー）
- ペドロ・ロドリゲス（レーシングドライバー）
- リカルド・ロドリゲス（レーシングドライバー）

## 音楽・映画
- イレネ飯田（元宝塚歌劇団月組男役,現活動弁士）
- ペドロ・インファンテ（英語版） - 歌手、俳優
- ディーノ・カザレス（ミュージシャン）
- クリスティアン・カストロ（歌手、俳優）
- ガエル・ガルシア・ベルナル（俳優）
- カフェ・タクーバ（音楽グループ）
- カンティンフラス（俳優、コメディアン）
- カルロス・サンタナ（ミュージシャン）
- タリア（歌手、女優）
- アルマンド・マンサネーロ（歌手、作曲家）
- トリオ・ロス・パンチョス（ミュージシャン）
- サルマ・ハエック（女優）
- ルーペ・ヴェレス（女優）
- アレハンドロ・フェルナンデス（歌手、俳優）
- フェイ（歌手）
- フリエッタ・ベネガス（歌手）
- ボカフロハ（歌手）
- マナー（音楽グループ）
- ルイス・ミゲル（歌手）
- ナタリア・ラフォルカデ（歌手）
- アウグスティン・ララ（音楽家）
- ディエゴ・ルナ（俳優）
- パウリナ・ルビオ（歌手、女優）
- アナ・デ・ラ・レゲラ（女優）
- ヨシオ（歌手、実業家）

## 芸術
- アレハンドロ・ゴンサレス・イニャリトゥ（映画監督、アカデミー賞)
- ギレルモ・デル・トロ（映画監督)
- ホセ・グアダルーペ・ポサダ（画家）
- ホセ・クレメンテ・オロスコ（画家）
- ディエゴ・リベラ（画家）
- ダビッド・アルファロ・シケイロス（画家）
- フリーダ・カーロ（画家）
- セルヒオ・ブスタマンテ（彫刻家）
- ルフィーノ・タマヨ（画家）
- アントニオ・セラーノ（映画監督）
- ルイス・バラガン（建築家）
- ルイス・ブニュエル（映画監督、アカデミー賞)
- フェリックス・キャンデラ（建築家）
- リカルド・レゴレッタ（建築家）
- ソル・フアナ・イネス・デ・ラ・クルス（修道女・詩人・作家）
- アルフォンソ・キュアロン（映画監督、アカデミー賞）
- カルロス・フエンテス（作家、セルバンテス賞）
- オクタビオ・パス（作家、文学ノーベル賞、セルバンテス賞）
- ホセ・エミリオ・パチェーコ（作家、セルバンテス賞）
- フアン・ルルフォ（作家）
- フェルナンド・デル・パソ（作家、セルバンテス賞）

## その他
- 政井マヤ（フジテレビアナウンサー）
- ホセ・ルイス・カルバ（作家、食人を行なった連続殺人犯）
- ルイス（テレビコメンテーター・イベントMC）
- マリオ・モリーナ（化学ノーベル賞）